# Crystallodytes
Crystallodytes és un gènere de peixos marins de la família dels creèdids i de l'ordre dels perciformes.

## Etimologia
Crystallodytes prové del llatí cristallum (gel) i del grec dytes (que li agrada bussejar).

## Distribució geogràfica
Es troba al Pacífic oriental central (les illes Hawaii, com ara Oahu) i el Pacífic sud-oriental (l'illa de Pasqua).

## Taxonomia
- Crystallodytes cookei (Fowler, 1923)[6]
- Crystallodytes pauciradiatus (Nelson & Randall, 1985)[8][14][15][16][17][18][19][20][21][22]

### Cladograma
| Crystallodytes | \| \| Crystallodytes cookei \| \| \| \| \| \| Crystallodytes pauciradiatus \| \| \| \| |
|                | \| \| Crystallodytes cookei \| \| \| \| \| \| Crystallodytes pauciradiatus \| \| \| \| |
|                | Apodocreedia                                                                           |
|                |                                                                                        |
|                | Chalixodytes                                                                           |
|                |                                                                                        |
|                | Creedia                                                                                |
|                |                                                                                        |
|                | Limnichthys                                                                            |
|                |                                                                                        |
|                | Myopsaron                                                                              |
|                |                                                                                        |
|                | Schizochirus                                                                           |
|                |                                                                                        |
|                | Tewara                                                                                 |
|                |                                                                                        |
|                | Crystallodytes cookei                                                                  |
|                |                                                                                        |
|                | Crystallodytes pauciradiatus                                                           |
|                |                                                                                        |

|  | Crystallodytes cookei        |
|  |                              |
|  | Crystallodytes pauciradiatus |
|  |                              |